# Dyschoriste tanganyikensis
Dyschoriste tanganyikensis är en akantusväxtart som beskrevs av C. B. Cl.. Dyschoriste tanganyikensis ingår i släktet Dyschoriste och familjen akantusväxter. Inga underarter finns listade i Catalogue of Life.